# Sharon (Massachusetts)
Sharon ist eine Kleinstadt im Norfolk County des Bundesstaats Massachusetts in den Vereinigten Staaten.
Das U.S. Census Bureau hat bei der Volkszählung 2020 eine Einwohnerzahl von 18.575 ermittelt.
Sharon ist Teil der Metropolregion Greater Boston und eine wohlhabende Vorstadtsiedlung, welche regelmäßig in Rankings der lebenswertesten Orte in den Vereinigten Staaten auftaucht.

## Geschichte
Das Gebiet wurde 1637 als Teil der Massachusetts Bay Colony erstmals von Europäern besiedelt und wurde im Jahr 1940 zum zweiten Bezirk von Stoughton. Der Bezirk von Stoughtonham wurde am 21. Juni 1765 gegründet und am 23. August 1775 zur Town of Stoughtonham. Sie wurde am 25. Februar 1783 nach der israelitischen Scharonebene in Sharon umbenannt. Mehrere Städte in Neuengland erhielten diesen Namen. Ein Teil von Stoughtonham ging am 10. Juni 1776 an die neue Stadt Foxborough. Während der amerikanischen Revolution stellten die Einwohner von Sharon in einer örtlichen Gießerei Kanonenkugeln und Kanonen für die Kontinentalarmee her.
Vor der öffentlichen Bibliothek von Sharon steht eine Statue von Deborah Sampson, der Stadtheldin von Sharon. Sampson verkleidete sich als Mann, um im Amerikanischen Unabhängigkeitskrieg zu kämpfen. Nach dem Krieg heiratete sie Benjamin Gannett, einen Farmer, und lebte bis an ihr Lebensende in Sharon. Sampson begann 1790 eine Kampagne zur Sicherung einer Rente aus ihrer Zeit im Revolutionskrieg, die die Unterstützung bekannter Persönlichkeiten des öffentlichen Lebens, darunter Paul Revere, fand. 1804 besuchte Revere Sampson (damals Sampson Gannett) auf ihrer Farm in Sharon und schrieb an den Kongressabgeordneten ihres Distrikts, William Eustis, dass er sie für „viel verdienstvoller als Hunderte, denen der Kongress großzügig gewesen ist“ hielt. Sampson wurde ein Jahr später in die Rentenliste der Vereinigten Staaten aufgenommen und erhielt eine jährliche Zahlung. Sie ist auf dem örtlichen Rockridge-Friedhof begraben. Eine Straße in Sharon ist ihr zu Ehren Deborah Sampson Street benannt.

## Demografie
Laut einer Schätzung von 2019 leben in Sharon 18.895 Menschen. Die Bevölkerung teilt sich im selben Jahr auf in 76,9 % Weiße, 2,6 % Afroamerikaner, 0,1 % amerikanische Ureinwohner, 16,7 % Asiaten und 1,7 % mit zwei oder mehr Ethnizitäten. Hispanics oder Latinos aller Ethnien machten 5,4 % der Bevölkerung aus. Das mittlere Haushaltseinkommen lag bei 141.423 US-Dollar und die Armutsquote bei 1,5 %.

## Söhne und Töchter
- Nancy Talbot Clark (1825–1901), Ärztin
- Charles Q. Tirrell (1844–1910), Politiker
- John McLaughlin (1898–1976), Maler
- Sarah Palfrey Cooke (1912–1996), Tennisspielerin